# Formentera II
Formentera II è il nono album in studio del gruppo indie rock canadese Metric. È stato pubblicato il 13 ottobre 2023 attraverso l'etichetta della band Metro Music International con distribuzione gestita da Thirty Tigers Records. È il seguito del precedente album della band, Formentera (2022).

## Registrazione
I Metric hanno inizialmente iniziato a lavorare su Formentera II durante l'inizio della pandemia di COVID-19 prima di completare l'album all'inizio del 2023. Le sessioni di registrazione si sono svolte presso i Main Street Studios della band a Toronto e i Motorbass Studios a Parigi

## Singoli
Il singolo principale dell'album, Just the Once, è stato pubblicato contemporaneamente all'annuncio dell'album il 7 luglio 2023.

## Tracce
1. Detour Up – 3:38
2. Just the Once – 3:24
3. Stone Window – 4:00
4. Days of Oblivion – 5:59
5. Who Would You Be for Me – 5:01
6. Suckers – 4:29
7. Nothing Is Perfect – 3:30
8. Descendants – 5:54
9. Go Ahead and Cry – 4:03